# Álfrún Gunnlaugsdóttir
Álfrún Gunnlaugsdóttir, née le 18 mars 1938 à Reykjavik et morte le 15 septembre 2021 dans la même ville, est une écrivaine islandaise et traductrice castillan-islandais.
Après le lycée, Álfrún Gunnlaugsdóttir est allée en Catalogne pour étudier la philosophie et la littérature à l'université autonome de Barcelone. Elle a fait sa thèse doctorale à l'université de Lausanne entre 1966 et 1970. Depuis 1977, elle est professeur d'histoire littéraire générale à l'Université d'Islande et, parallèlement, écrit des nouvelles et des romans. Elle habite dans la commune de Seltjarnarnes, située dans l'agglomération de Reykjavik.
Un seul de ses romans a été traduit en français à ce jour : Errances, qui l'a été par Régis Boyer et qui a été publié en 1996 aux Presses universitaires de Caen.

## Prix et distinctions
En 1985, elle a reçu le prix littéraire du journal islandais Dagblaðið Vísir pour son roman Humeur (Þel). Trois de ses romans ont par ailleurs déjà été nominés pour le prix littéraire du Conseil nordique (Errances en 1991, Confidentiellement en 1995 et Yfir Ebrofljót en 2000), sans toutefois qu'elle ne l'obtienne.

## Livres
- Af manna völdum [Fait de mains d'hommes], 1982, recueil de nouvelles.
- Þel [Humeur], DV Literature Prize, 1985, roman.
- Hringsól [Errances], 1987, roman.
- Hvatt að rúnum [Confidentiellement], 1995, roman.
- Yfir Ebrofljótið, 2000.
- Rán, 2008.
- Siglingin um síkin, 2012.